# سيرجيو خاراميو كارو
سيرجيو خاراميو كارو هو فقيه لغة ودبلوماسي وفيلسوف وسياسي كولومبي، ولد في 1966 في بوغوتا في كولومبيا. انتخب سفير لدى هولندا ‏.